# 마르코스 A. 페레즈
마코스 A. 페레즈(Marcos Ferraez, 1966년 10월 27일 ~ )는 미국의 배우이다.
샌프란시스코에서 태어났다.

## 출연 작품

### 영화
- 레이브 댄싱 (1993, Rave, Dancing to a Different Beat)
- Sketch Artist II: Hands That See (1995)
- 구조대 (1994년)
- 컷어웨이 (2000년)
- 그린메일 (2001년)
- 아메리칸 카우슬립 (2009년)
- 마이 시스터즈 키퍼 (2009년)
- 에이토날 (2012년) - 앨릭스 역
- 37 (2014)
- 데빌스 위스퍼 (2017년)

### 텔레비전
- Pacific Blue (1996-99)
- 쉴드: XX 강력반 (2003-04)
- 선스 오브 아나키 (2008-10)
- CSI: 뉴욕 (2010)
- 특수범죄 전담반 (2010)
- 멘탈리스트 (2012)
- 번 노티스 (2012)
- NCIS: 로스앤젤레스 (2013)
- 크리미널 마인드 (2014)